# Skive-Løbet
Skive-Løbet is een eendaagse wielerwedstrijd in Denemarken. De wedstrijd werd in 1998 opgericht voor amateurs. Sinds 2013 maakt de koers deel uit van de UCI Europe Tour, in de categorie 1.2. Hierdoor is de koers toegankelijk voor professionals. De wedstrijd vormt een drieluik met de Himmerland Rundt en Destination Thy.

## Lijst van winnaars

### Overwinningen per land
| Overwinningen | Land       |
| ------------- | ---------- |
| 15            | Denemarken |
| 2             | Nederland  |
| 1             | Duitsland  |